# Glien-Löwenbergischer Kreis
Der Glien-Löwenbergische Kreis (auch Glien- und Löwenbergischer Kreis oder Kreis Glien-Löwenberg) war ein Kreis der Mittelmark in der Mark Brandenburg. Er bildete sich im 18. Jahrhundert zunächst als Unterkreis des Havelländischen Kreises heraus. 1770 wurde er ein selbständiger Kreis und bestand bis 1817. Sitz der Kreisverwaltung war die Stadt Kremmen.

## Geographie
Der Glien-Löwenbergische Kreis umfasste das Ländchen Glien und das Land Löwenberg, die durch den 1787 gezogenen Ruppiner Kanal und seine Fortsetzung im Kremmener See getrennt waren. Er nahm nach Bratring (1805) eine Fläche von 11,5 Quadratmeilen ein, was nach der damals verwendeten Meilenlänge etwa 652,5 km² entspricht. Davon entfielen 4 Quadratmeilen (226,95 km²) auf das Land Löwenberg und die übrigen 7,5 Quadratmeilen (425,5 km²) auf das Ländchen Glien. 1750 hatte der (Unter-)Kreis 10.255 Einwohner, 1800 waren es 13.846 Einwohner.
Der Glien-Löwenbergische Kreis grenzte im Norden an den Ruppinschen und den Uckermärkischen Kreis, im Osten an den Uckermärkischen und den Niederbarnimischen Kreis, im Süden an den Havelländischen Kreis und im Westen an den Havelländischen und Ruppinschen Kreis. Zwischen Oranienburg und Heiligensee bildete die Oberhavel die natürliche Grenze zum Niederbarnimischen Kreis.

## Geschichte
Der Glien-Löwenbergische Kreis entstand aus der Verbindung des Ländchens Glien und des Landes Löwenberg, die ursprünglich aber keine Einheit bildeten. Während das Ländchen Glien traditionell dem Havelland zugerechnet wurde, war dies beim Land Löwenberg nicht der Fall. Die Markgrafen von Brandenburg tauschten 1270 ihren Besitz im Land Löwenberg mit den Bischöfen von Brandenburg gegen ein Gebiet um Königsberg in der Neumark ein. Der markgräfliche Besitz mit der Burg Löwenberg als Mittelpunkt hatte zuvor den größten Teil des Landes Löwenberg ausgemacht. Die Bischöfe von Brandenburg vergrößerten in der Folgezeit ihren Besitz dort, sodass das Land Löwenberg in der Mitte des 14. Jahrhunderts völlig ihnen gehörte. Zu dieser Zeit waren aber bereits Teile des Landes Löwenberg an Aftervasallen der Bischöfe gekommen. 1460 verkaufte Bischof Dietrich von Stechow schließlich das Land Löwenberg an Hans von Bredow für 4000 rheinische Goldgulden als erbliches Lehen.
Mit Ausbildung der Kreisverwaltung in der Kurmark im 16. Jahrhundert wurde das Gebiet des Ländchens Glien und des Landes Löwenberg, das heißt das Gebiet des späteren Glien-Löwenbergischen Kreises, dem sich herausbildenden Havelländischen Kreis zugerechnet. Im 17. Jahrhundert bildete sich innerhalb des Havelländischen Kreises allmählich der Unterkreis des Glien-Löwenbergischen Kreises heraus. In den darauf folgenden Jahren verselbständigte sich dieser Unterkreis immer mehr. Aber erst 1770 erhielt der Kreis auch den Status eines völlig selbständigen Kreises.
1817 wurde der Glien-Löwenbergische Kreis wieder aufgelöst. Dabei wurde der größte Teil mit einem Teil des Havelländischen Kreises zum Kreis Osthavelland vereinigt. Die übrigen Teile kamen an die Kreise Templin (Badingen, Osterne, Hellberge, Mahnhorst, Mildenberg, Zabelsdorf, Liebenberg, Hertefeld-Luisenhof und Bergsdorf), Ruppin (Hoppenrade, Moncaprice, Grüneberg, Löwenberg, Neuendorf, Schleuen, Teschendorf, Wall, Neuhof und Neukammer) und Niederbarnim (Germendorf).

## Städte und Ortschaften
Nach der Beschreibung des Zustandes des Glien-Löwenbergischen Kreises um das Jahr 1801 in Bratring (1805) bestand der Kreis aus folgenden Städten und Ortschaften:
- Kremmen, Stadt und Sitz der Kreisverwaltung
- Badingen, Dorf und Amtssitzvorwerk
- Bärenklau, Vorwerk
- Beetz, Dorf, Vorwerk und Gut
- Bergsdorf, Dorf
- Börnicke, Dorf
- Bötzow, Dorf und Amtsvorwerk
- Brieselang, Dorf, Holländerei und Forsthaus
- Cremmerdamm (heute Stadt Kremmen), Zollhaus
- Dechtow
- Eichstädt, Dorf und Gut
- Flatow
- Geislershof, Etablissement (ehemaliger Wohnplatz bei Tietzow)
- Germendorf, Dorf
- Groß-Ziethen, Dorf und Gut
- Grüneberg, Dorf
- Grünefeld, Dorf
- Hellberge (oder Hammelstall), Schäferei
- Hennigsdorf
- Hertefeld
- Hohenbruch, Kolonie
- Schleuse Hohenbruch (Hohenbrucher Schleuse), Schleusenmeisterwohnung
- Hohenschöpping, Erbzins-Etablissement
- Hoppenrade, Gut
- Jägelitz, Forsthaus (heute Wohnplatz im Ortsteil Grünefeld, Gem. Schönwalde-Glien)
- Johannisthal, Erbzinsgut
- Karolinenhof, Vorwerk
- Klein-Ziethen, Amtsvorwerk und Gut
- Krämerpfuhl, Forsthaus und Etablissement
- Kuckuckswinkel (bei Schwante), Holländerei
- Liebenberg, Vorwerk
- Löwenberg, Dorf
- Ludwigslust, Etablissement
- Luisenhof, Schäferei (Wohnplatz bei Liebenberg, Gem. Löwenberger Land)
- Mahnhorst (Amt Badingen), Vorwerk
- Marwitz, Dorf
- Mildenberg
- Mon-Caprice
- Neuendorf
- Neuer Krug (?), Krug (bei Schönwalde)
- Neuhof (bei Neuendorf)
- Neukammer, Teerofen
- Neu-Vehlefanz, Kolonie
- Nieder Neuendorf, Dorf und Erbpachtvorwerk
- Osterne, Vorwerk
- Pausin, Dorf
- Perwenitz, Dorf und Amtsvorwerk
- Pinnow, Vorwerk und Forsthaus
- Rhinschleuse, Etablissement
- Behrensbrück (Sarnow), Forsthaus
- Schleuensches Luch (Schleuen)
- Schönwalde, Dorf und Gut
- Schwante (Schwandte), Dorf, Gut und Forsthaus
- Sommerfeld, Dorf
- Staffelde
- Teschendorf
- Tietzow, Dorf und Gut
- Vehlefanz, Amtssitz
- Verlorenort, Etablissement
- Velten, Dorf
- Wall (Beetzer Wall), Vorwerk
- Wansdorf, Dorf und Gut
- Wendemark, Vorwerk
- Wolfslake, Kolonie und Krug
- Zabelsdorf (Amt Badingen), Dorf
- Ziegenkrug Grunewald (oder Räumde), Krug

## Landräte
Schon vor 1688 bis 1730 wurde für den Unterkreis des Havelländischen Kreises ein noch unselbständiger Landrat eingesetzt.
- Ludwig von der Groeben, Landrat des Löwenbergischen Kreises[1]
- 1770 bis 1803 war Ehrenreich Sigmund Christoph von Redern (* 1735, † 27. Januar 1807) Landrat
- 1807 bis 1813 war Kammerreferendarius von Sprenger interimsweise Landrat[2]